# マルキス・キド
マルキス・キド (Markis Kido、1984年8月11日 - 2021年6月14日）はインドネシアの男子バドミントン選手。 ジャカルタ出身。主にヘンドラ・セティアワンとペアを組み男子ダブルス種目で活躍。
2007年世界選手権男子ダブルス決勝で韓国の鄭在成・李龍大を2-0で破り世界チャンピオンとなる。2008年北京オリンピック男子ダブルスの決勝では中国の蔡贇・傅海峰を2-1で降して優勝。
2021年6月14日、心臓発作で死去。36歳没。

## 主な成績
| 年   | 大会                         | 種目 | 成績 | Name                                    |
| ---- | ---------------------------- | ---- | ---- | --------------------------------------- |
| 2002 | アジアジュニア選手権         | XD   | 1    | マルキス・キド / リリヤナ・ナトシール   |
| 2003 | アジア選手権                 | MD   | 2    | マルキス・キド / ヘンドラ・セティアワン |
| 2005 | 東南アジア競技大会           | MD   | 1    | マルキス・キド / ヘンドラ・セティアワン |
| 2005 | アジア選手権                 | MD   | 1    | マルキス・キド / ヘンドラ・セティアワン |
| 2005 | インドネシア・オープン       | MD   | 1    | マルキス・キド / ヘンドラ・セティアワン |
| 2006 | 香港オープン                 | MD   | 1    | マルキス・キド / ヘンドラ・セティアワン |
| 2006 | トマス杯                     | Team | 3    | インドネシア                            |
| 2006 | 中国オープン                 | MD   | 1    | マルキス・キド / ヘンドラ・セティアワン |
| 2006 | World Cup                    | MD   | 1    | マルキス・キド / ヘンドラ・セティアワン |
| 2006 | アジア競技大会               | MD   | 3    | マルキス・キド / ヘンドラ・セティアワン |
| 2007 | スディルマンカップ           | Team | 2    | インドネシア                            |
| 2007 | 世界選手権                   | MD   | 1    | マルキス・キド / ヘンドラ・セティアワン |
| 2007 | 中国マスターズ               | MD   | 2    | マルキス・キド / ヘンドラ・セティアワン |
| 2007 | 香港オープン                 | MD   | 1    | マルキス・キド / ヘンドラ・セティアワン |
| 2007 | 中国オープン                 | MD   | 1    | マルキス・キド / ヘンドラ・セティアワン |
| 2007 | チャイニーズタイペイオープン | MD   | 1    | マルキス・キド / ヘンドラ・セティアワン |
| 2007 | 東南アジア競技大会           | MD   | 1    | マルキス・キド / ヘンドラ・セティアワン |
| 2008 | フランス・オープン           | MD   | 1    | マルキス・キド / ヘンドラ・セティアワン |
| 2008 | 中国マスターズ               | MD   | 1    | マルキス・キド / ヘンドラ・セティアワン |
| 2008 | マレーシア・オープン         | MD   | 1    | マルキス・キド / ヘンドラ・セティアワン |
| 2008 | 北京オリンピック             | MD   | 1    | マルキス・キド / ヘンドラ・セティアワン |
| 2008 | デンマーク・オープン         | MD   | 1    | マルキス・キド / ヘンドラ・セティアワン |
| 2008 | トマス杯                     | Team | 3    | インドネシア                            |
| 2009 | 東南アジア競技大会           | MD   | 1    | マルキス・キド / ヘンドラ・セティアワン |
| 2009 | フランス・オープン           | MD   | 1    | マルキス・キド / ヘンドラ・セティアワン |
| 2009 | アジア選手権                 | MD   | 1    | マルキス・キド / ヘンドラ・セティアワン |
| 2009 | ヨネックスオープンジャパン   | MD   | 1    | マルキス・キド / ヘンドラ・セティアワン |
| 2010 | トマス杯                     | Team | 2    | インドネシア                            |
| 2012 | オーストラリア・オープン     | MD   | 1    | マルキス・キド / ヘンドラ・セティアワン |